# Andrew Cunningham
Andrew Browne Cunningham, 1. vikont Cunningham od Hyndhopea  (Dublin, 7. siječnja 1883. – London, 12. lipnja 1963.) je bio poznati britanski admiral u Drugom svjetskom ratu, koji je izvojevao pobjede u mnogim mediteranskim bitkama kao što su napad na Taranto ili bitka kod Matapana 1940. i 1941. Bio je stariji brat generala Alana Cunninghama.